# Božićni koncert
Božićni koncert je tretji album v živo zagrebške rock skupine Prljavo kazalište, ki je izšel pri založbi Crno bijeli svijet.
Album vsebuje posnetke s koncerta, ki ga je skupina izvedla 27. decembra 1994 na zagrebški tržnici Dolac, ki se ga je udeležilo več kot 70.000 ljudi.
S tem koncertom je skupina končala uspešno turnejo, ki je večinoma potekala po Severni Ameriki in Evropi.

## Seznam skladb
| Št. | Naslov | Dolžina |
| --- | --- | ------- |
| 1.  | „Pet dana ratujem‟ | 5:51    |
| 2.  | „Pisma ljubavna‟ | 2:47    |
| 3.  | „Marina‟ | 5:49    |
| 4.  | „Kiše jesenje‟ | 3:52    |
| 5.  | „Sve je lako kad si mlad‟ | 3:36    |
| 6.  | „Kao ja da poludiš‟ | 3:39    |
| 7.  | „Tu noć kad si se udavala/Moj bijeli labude/Vlakovi/Iz nekih starih razloga/Zbogom dame, zbogom prijatelji/Oprostio mi Bog, mogla bi i ti/449/Na Badnje veče/Ma kog' me Boga za tebe pitaju‟ | 16:58   |
| 8.  | „Ruža Hrvatska (Mojoj majci)‟ | 6:26    |
| 9.  | „Ne zovi mama doktora‟ | 3:54    |
| 10. | „Mi pijemo‟ | 4:16    |
| 11. | „Crno bijeli svijet‟ | 3:36    |
| 12. | „Heroj ulice‟ | 10:39   |
| 13. | „Lupi petama‟ | 6:45    |

## Zasedba

### Prljavo kazalište
- Jasenko Houra – kitara
- Tihomir Fileš – bobni
- Ninoslav Hrastek – bas kitara
- Damir Lipošek – solo kitara
- Mladen Bodalec – vokal
- Fedor Boić – klaviature

### Gost
- Marko Križan – saksofon